# 尤金·R·布莱克
小尤金·罗伯特·布莱克（Eugene Robert Black, Jr.，1873年1月7日—1934年12月19日），美国银行家、商人、经济学家，曾任美国联邦储备委员会主席（1933年-1934年）。
布莱克1873年出生于乔治亚州亚特兰大，他在乔治亚大学获得学士学位，在亚特兰大法学院获得法学学位。毕业后，他以律师开启职业生涯，并与1897年担任被亚特兰大刑事法院律师。1901年他离开律师事务所，担任乔治亚州保诚保险公司总代理，1904年他加入McDaniel，Alston和Black。1921年他当选亚特兰大信托公司总裁。在亚特兰大信托工作期间，还担任联邦储备委员会多个职务，还在亚特兰大联邦储备银行（Federal Reserve Bank of Atlanta）担任A级董事，在成为联邦储备委员会委员之前，他还是该行的行长。
在大萧条时期，布莱克担任美联储主席，他支持政府出台关于恢复银行业信心的相关政策。他认为在非常时期，美联储应该扮演最终贷款人，而不是其他有偿付能力的银行。布莱克还积极推动立法，支持储蓄银行想工业发展提供贷款。在他的领导下，公开的商业市场逐渐恢复生机。布莱克在担任美联储主席期间，曾反对战时总统富兰克林·罗斯福（Franklin Roosevelt）提倡将黄金交易权还给美国财政部。
1934年布莱克离开了工作多年的美联储，回到了家乡亚特兰大并担任州长一职，直到去世为止。
| 前任： 尤金·迈耶 | 美国联邦储备委员会主席 1933年-1934年 | 繼任： 马里纳·斯托达德·埃克尔斯 |